# 决策无方者埃塞尔雷德
决策无方者埃塞尔雷德（968年—1016年4月23日），有时也作埃塞尔雷德二世（Æthelred II），是盎格鲁-撒克逊时代的英格兰王国国王（978年 - 1013年，1014年 - 1016年）。他是埃德加一世和王后埃尔夫斯里斯的儿子。
在他10岁的时候（最多不超过13岁）他的同父异母的哥哥爱德华被谋杀。埃塞尔雷德被认为与谋杀无关，但凶手却是他的母亲埃尔夫斯里斯的侍从。
他在位期间，丹麦人不断入侵英格兰，埃塞尔雷德无力抵抗。从991年开始，埃塞尔雷德开始向丹麦国王八字胡斯文进贡，即所谓丹麦金。1002年埃塞尔雷德下令对丹麦人进行大屠杀。1013年12月，丹麦国王八字胡斯文再次入侵英格兰，埃塞尔雷德逃亡至诺曼底，斯文取代他成为英格兰国王。然而很快在1014年2月斯文便去世，埃塞尔雷德重新获得了王位。

## 绰号
在现代英语中，埃塞尔雷德被冠以“无准备者”（Unready）的绰号，这是对古英语"unræd"的一种错误翻译，古英语中"unræd"翻译为现代英语是"bad-counsel"（可翻译为坏的主张或决策无方）。"unræd"是对他的名字"Æthelred"的一种颠覆性的讽刺，古英语"Æthelred"翻译成现代英语是"noble-counsel"（可以翻译为崇高的主张）。对古英语"unræd"一个更加贴切的现代英语翻译是"ill-advised"（可翻译为「不明智的」）。
这里有一段很长的历史典故。在他的名字组成中有一段是æðele，意思是"noble"（可译为高尚的，崇高的），另一部分ræd，意思是"counsel"或"advice"（两个词均可译为劝告，建议），是一个典型的威塞克斯王室御用名组合，并且与他的先辈的名字押头韵。例如Æthelwulf("noble-wolf")，Ælfred("elf-counsel")，Edward("rich-protection")以及Edgar("rich-spear")。他的昵称Unræd通常情况下翻译成现代英语The Unready(无准备的)，但由于现代英语中的unready与古英语中的Unræd的意义已经完全不同了，因此这个翻译其实是对古英语词汇的一种曲解。尽管博斯沃思-托勒尔的《盎格鲁-撒克逊字典》对单词unræd有几种不同的解释，但总体来讲都是贬义的。通常来讲，这个词的意思是"evil counsel"(可译为邪恶的劝告)，"bad plan"(可译为坏的计划)，"folly"（可译为愚蠢）。博斯沃思-托勒尔的字典中并没有说明这个词可以形容人，一般是用来形容某种决策或者某种行为的，还有一次用来形容撒旦的骗局（参见词条人的堕落）。unræd中的ræd与埃塞尔雷德(Æthelred)名字中的red同义，意思是"counsel"（决策）。因此Æþelræd Unræd实际上是一个双关语，意思是"Noble counsel, No counsel"（可译为高尚的决策，无决策）。这个昵称也可翻译为现代英语"ill-advised", "ill-prepared", "indecisive"（均有不正常的的意思）。
这个绰号多半是因为在埃塞尔雷德统治时期他收到的那些糟糕的建议，大多数来自他身边的人，尤其是贤人会议(Witan)。虽然从字面上看这个名字是对国王的讽刺，但实际上是在影射他身边的人，那些本应向他提供合理化谏言(god ræd)的人。但不幸的是，无论是中世纪还是近现代的历史学家，都忽视了这个名字的真正含义，而借助这个名字把埃塞尔雷德塑造成一个粗鲁的，不称职的国王的形象。由于这个名字最早现于十二世纪80年代的文字记载，是在埃塞尔雷德去世150年后，所以如果说这个名字是他同年代的人对他的看法的话是值得让人怀疑的。
牛津大学的教授克里斯托弗·威克汉姆认为，埃塞尔雷德实际上是10世纪最强有力的国王之一。自985年后，各个封建贵族势力依仗家族地位在国内肆意横行长达20年之久，埃塞尔雷德结束了这种状态，也使他陷入了前所未有的危机。由于他的这种对待贵族的政策使得当时国家的军队陷入分崩离析的状态。

## 早期生活

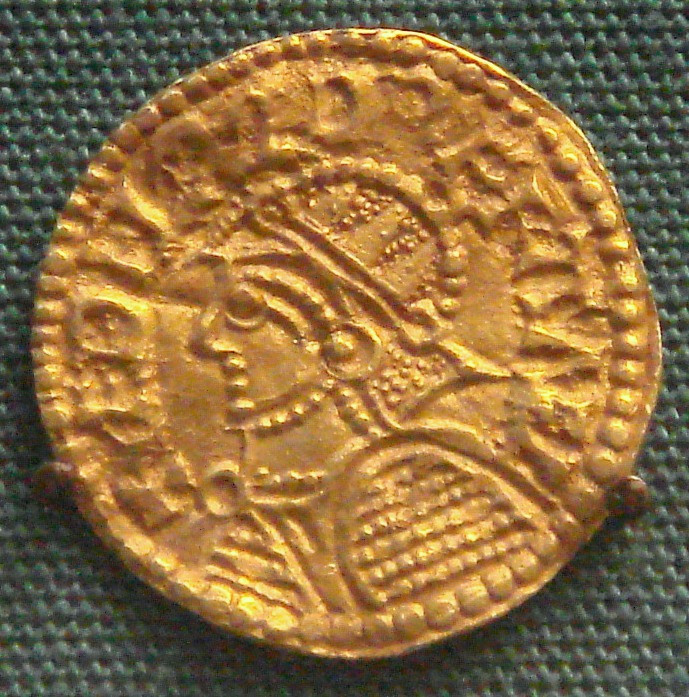
Gold mancus of Æthelred wearing armour, 1003–1006.

弗兰克·斯坦顿爵士评论说: “在很大程度上导致历史学家对埃塞尔雷德国王的谴责很可能应该归咎于他成为国王的这个过程”。埃塞尔雷德的父亲埃德加一世于975年7月突然去世, 其后留下两个儿子。年长的名叫爱德华（也就是后来的国王殉教者爱德华），但是他很有可能并没有继承权，并且在975年的时候仍然是“一个处于男子气概边缘的年轻人”。年少的就是埃塞尔雷德，他的母亲是埃德加于964年迎娶的埃尔夫斯里斯，埃尔夫斯里斯是德文郡长欧德加的女儿，并且是东盎格利亚国王埃塞尔沃德的遗孀。在他的父亲去世的时候埃塞尔雷德很可能还不满10岁。作为埃德加的长子，爱德华，一说是一个经常爱发脾气的年轻人，尽管他很年轻，如果不是因为“他无法容忍的言论和行为激怒了很多重要人物”的话，他很有可能就会自然的继承英国王位了。在任何情况下，都有相当数量的英国贵族反对爱德华继承王位并且捍卫埃塞尔雷德的继承权。毕竟埃塞尔雷德是由埃德温最后一位活着的妻子所生，并且没有谣传说他是私生子，然而爱德华却似乎有类似的谣传。无论怎样两个孩子年龄毕竟都还太小，不能在埃德加去世后的政治角力中起到实质性作用，而他们的支持者却是应该对选择继承人问题上造成的动荡局面负上责任的。埃塞尔雷德这边是由他母亲为首，包括麦西亚郡长埃尔夫艾尔和温特斯特主教埃塞尔沃德，爱德华那边则是坎特伯雷大主教邓斯坦和约克大主教奥斯瓦尔德，还有其他一些贵族，包括东盎格利亚郡长埃塞尔温和埃塞克斯郡长伯特努思。事实证明，爱德华的支持者更强大，更有说服力，并且在当年结束之前，爱德华就在泰晤士河畔金斯顿被加冕为了国王。
爱德华在被他弟弟的家臣杀害之前仅仅统治了3年时间。虽然对爱德华统治期间的情况知之甚少，但众所周知的是那个时期的特点是充满了政治动荡。他们的父亲，埃德加在其统治时期，为了达成修道院的改革，曾为修道院提供了大量的土地，但这些政策侵害了传统贵族的既得利益。虽然在他铁腕统治的后期已经能够看出这些政策反转的趋向，贵族们开始恢复他们失去的财产或者获取新的财产。这些遭到了邓斯坦的反对，但是根据西里尔·哈特的说法：“对于支持和反对修道院改革的两方，他们集中在土地所有权和地方权力问题上的冲突与教会合法性的问题上的冲突几乎一样多。不管是爱德华还是埃塞尔雷德，他们的追随者有的支持侵占修道院土地，有的支持恢复修道院的土地”尽管如此，爱德华几乎一边倒的支持修道院团体，所以当爱德华于978年在埃塞尔雷德位于多塞特的科夫城堡遇害时，记录此事，或干脆说对此事作出反应的，全都都是修道院里的修道士。斯坦顿总结了最早关于爱德华谋杀的记录，该记录来自赞扬奥斯瓦尔德生平的作品，其中提到：“从表面上看爱德华与他同父异母的弟弟以及继母埃尔夫斯里斯的关系融洽，当他被刺时，他正在非正式地拜访他们。埃塞尔雷德的家臣们以大礼迎出门外，然而形势急转直下，在他还没有来得及下马前，他们围住了他，制住他的双手，并且用刀刺了他……至此，可以看出谋杀是由埃塞尔雷德的家臣策划并且实施的，以便让他们的年轻主人可以加冕成为国王。一个多世纪后在某些著作中首次出现了认为是他的继母埃尔夫斯里斯直接策划了是次行动，然而，没有任何证据可以支持这一指控。没有人因为这项罪行而受到惩罚，埃塞尔雷德在一个月后在充满怀疑和猜测的气氛中被加冕为国王，这种气氛严重毁坏了王室的声望，而且在他的余生中一直没有恢复过来。” 然而，一开始，朝臣们似乎还是比较拥戴这位新国王的。根据一位编年史作家的描述，埃塞尔雷德的加冕典礼是在朝臣们的热烈欢呼中举行的。 西蒙·凯恩斯指出：“根据拉姆齐的伯费尔特的说法，埃塞尔雷德的加冕仪式由邓斯坦和奥斯瓦尔德主持，‘他们为能够主持加冕仪式感到非常高兴’，并且把国王描述为‘一个多年来受人尊重的年轻人，举止优雅，有着迷人的面容和漂亮的外表’”。 埃塞尔雷德在那时肯定不会超过13岁。
在他统治的早些年，埃塞尔雷德与温特斯特主教埃塞尔沃德关系密切，后者是其中一个从一开始就支持他继承王位的人，虽然没有成功。984年8月1日，温特斯特主教埃塞尔沃德去世，这使埃塞尔雷德痛心疾首，他后来在993年写下的一份土地证书（Charter）中提到，埃塞尔沃德的去世使我们的国家失去了一位“对各行各业尽心管理，鞠躬尽瘁，不仅仅是为了我，更是为了所有国民利益”的人。

## 与丹麦人的冲突
埃塞尔雷德的父亲，和平者埃德加，在十世纪中叶重新征服了丹麦区，自那以后英格兰经历了一段时间的和平。然而，从980年开始，当时埃塞尔雷德还不满14岁，丹麦人开始小规模的侵袭英格兰的海岸线。汉普郡，萨尼特和柴郡在980年被袭击，德文郡和康沃尔郡在981年被袭击，多塞特郡则是982年。在988年之前的六年间，还有另外一次袭击发生在西南部，有记录显示那里发生过一次在入侵者和德文贵族之间的著名的战争。斯坦顿指出，虽然这一系列孤立的袭击个案对于英格兰并没有造成持久性的影响，但是“这些侵袭的重要性是，首次使英格兰陷入了与诺曼底公国的外交危机”。 作为起源于斯堪的纳维亚人的诺曼人，他们认为丹麦人是他们的亲戚，对丹麦人非常友善，在那段时间，袭击过英格兰海岸线的丹麦船队经常到诺曼底公国停靠。这导致了英格兰和诺曼底公国之间日益紧张的关系，最终闹到了教皇若望十五世那里。教皇为了化解彼此的敌意，采取措施在英格兰和诺曼底公国之间建立和平关系，最终于991年在鲁昂签署和平协议。

### 马尔登之战
然而，事与愿违，就在991年8月，一支规模相当大的丹麦船队在英格兰东南部开始了持续的进攻。这支船队首先抵达肯特郡的福克斯通，绕过东南沿海抵达了黑水河入海口，并且最终占领了河口附近的诺西岛。在诺西岛西侧约两公里（一英里）的地方，有一座城堡名叫莫尔登（Maldon），埃塞克斯的郡长伯特努思带领他的部下驻扎在此城堡。英格兰和丹麦之间接下来的战斗是由古老的英国诗歌《莫尔登之战》记录并得以名垂千古的。诗歌中描写了面对毫无胜算的局面，伯特努思率众英勇抵抗丹麦海盗进攻的故事。斯坦顿简明地总结了诗歌中记载的事迹：“他们（丹麦人）打算利用一条连接诺西岛和入海口南缘的堤道（causeway）向内陆发展进攻，在涨潮的时候这条堤道是被淹没的。伯特努思在他们（丹麦人）离开岛上的营地之前带领部下和一支当地的民兵抢占了堤道靠近陆地的一端。伯特努思拒绝纳贡，他在高涨的潮水中大声地鼓舞士气，并且命令他的手下沿海岸线展开，严阵以待，静候退潮的时刻。随着潮水渐低，入侵者开始鱼贯进入堤道。然而，三个伯特努思的部下顽强守住堤道，对抗着海盗凶猛的进攻。最终入侵者要求在陆地上进行公平决斗。伯特努思同意了决斗的要求，对于这个决定即使是那些非常敬仰伯特努思的人都认为‘过于鲁莽’了，于是入侵者们潮水般涌过堤道，混战开始。当伯特努思倒下时，结果就已经注定。很多人，甚至包括伯特努思的很多手下在内，决定立即撤退，英格兰人的队形马上就乱了。仍然坚持战斗的则是伯特努思手下的一群勇气可嘉的家臣（thegn），他们知道战败已经无可避免了，却仍然为了替他们的主公复仇而发起自杀式进攻，最终全部战殁”。这仅仅是在英格兰对抗丹麦人的进攻中一系列惨败的开端，首先是这些海盗，接下来面对的则是更加强大更有组织的丹麦正规军队。

### 纳贡求和
991年，艾尔弗雷德时年24岁，英格兰在莫尔登战败，根据要求，英格兰向丹麦人缴纳了10,000英镑的贡金以换取和平。然而，据推测，自丹麦人于991年在莫尔登（Maldon）击败伯特努思之后，直至993年，丹麦舰队一直在英格兰沿海进行劫掠活动。994年，一只规模更大的丹麦舰队出现在泰晤士河口，并逆流而上向伦敦进攻，在伦敦的战斗中双方都没有取得什么决定性胜利。大约就在这个时候，艾尔弗雷德会晤了舰队指挥，后来成为挪威国王的奥拉夫，经过一番讨价还价，达成了一个和平协议。艾尔弗雷德与奥拉夫签署了一项条约，条约中规定了丹麦驻军与英格兰政府之间看起来还不算太苛刻的条件，例如规定了在发生贸易纠纷时如何解决争端。然而，该条约还规定了对于丹麦人早些年在英格兰沿海的一系列掠劫和杀戮行为一律赦免，并且在条约的最后规定，英格兰向丹麦人赔偿价值22,000英镑的黄金和白银作为换取和平的代价。994年，已接受洗礼的奥拉夫在安德沃举行的一次仪式上正式行坚信礼成为基督徒，艾尔弗雷德则以他的教父（sponsor）的身份出席了仪式。满足了所有要求后，奥拉夫誓言：“他再也不会以敌对姿态回到英格兰”。奥拉夫随即离开英格兰前往挪威，并成为挪威国王奥拉夫一世，并在有生之年再未回到过英格兰。然而”维京军队中的其他大部分似乎决定留在英格兰，因为从条约中可以看出有些人选择作为雇佣军为埃塞尔雷德服务，大概就驻扎在怀特岛上。“

### 再起战端
997年，丹麦人的肆虐再起。根据凯恩斯的说法，“到底是一只新的丹麦舰队，还是那只从991年开始袭击英格兰并且于994年被收编为雇佣军舰队已经无从考据。” 无论怎样，这只舰队于997年洗劫了康沃尔郡，德文郡，萨默塞特郡西部和威尔士南部，998年袭击了多塞特郡，汉普郡和萨塞克斯郡，999年则是肯特郡。公元1000年，也许是因为英格兰勉强答允了丹麦人对于金钱的要求，也就是后来广为人知的“丹麦金”，这只舰队离开英格兰前往诺曼底。艾尔弗雷德终于从持续不断的侵扰中缓过一口气来，开始整编军队，集结资源。"这只进袭的舰队于1000年离开，以至埃塞尔雷德得以在恢复后灾难性的攻打斯特拉斯克莱德王国，至于进攻北方的动机已经难于查考了。”
公元1001年，一只丹麦舰队（或许就是一年前袭击英格兰的那只）洗劫了萨塞克斯郡西部。在袭扰过程中，这只舰队有规律的返回怀特岛的基地进行补给。当年晚些时候，在德文郡南部发生了一次不成功的袭击，尽管英格兰在埃克塞特进行了有效的抵抗，埃塞尔雷德的还是感到茫然不知所措，1002年春天，英格兰再次以24,000英镑的代价换取了停战协议。艾尔弗雷德这种频繁支付巨额丹麦金的行为通常被视为他的政府的无能和他自己的短视的表现。然而，凯恩斯指出这种以付款换取和平的方式已经至少被实践了一个世纪，阿尔弗雷德大帝，西法兰克国王查理二世以及很多其他中世纪的国王都曾采用过同样的手段。实际上，在某些情况下，它“似乎是保护人民生命，家园，牲畜和庄稼免受损失的最佳方法。但无可否认的是沉重的负担，这负担就构成了国王可以在多大程度上依赖这种方式的一个尺度。”

### 圣布莱斯日大屠杀
1002年11月13日，圣布莱斯日，埃塞尔雷德下令屠杀所有在英格兰的丹麦人。由于很多地方的丹麦人势力很大，这个命令几乎在英格兰三分之一的地区都无法执行，然而丹麦国王斯文的妹妹冈希尔德极为可能是受害者之一。据说给冈希尔德报仇，是几年后斯文入侵英格兰西部的主要动机。1004年，斯文在东盎格利亚劫掠了诺维奇。丹麦人的进攻日渐猖獗，直到同一年，一位东盎格利亚的贵族，乌夫斯德尔·斯尼灵，与斯文兵戈相见，强有力的节制了丹麦人的进攻。虽然斯尼灵在塞特福德被最终击败，但还是给丹麦人造成了巨大的损失，并且几乎毁掉了他们所有的舰船。也许是由于他们在东盎格利亚损失惨重，又或许是由于席卷欧洲大陆和英伦三岛的严重饥荒，无论怎样，丹麦军队在1005年离开英格兰返回丹麦。
1007年初，埃塞尔雷德支付了36,000英镑丹麦金换取了接下来两年的和平。1008年，政府在全国范围内组建了一只新舰队，由于舰队中的一名指挥官当了海盗，舰队的力量被大大削弱，埃塞尔雷德和他的御前会议却不敢采取任何补救措施。根据斯坦顿的看法："在英国历史上接下来的1009年至1012年...英格兰的的防御力量土崩瓦解，国人士气低落，无可弥补。"1009年，埃塞尔雷德遭遇了由 索克儿和其弟海明率领的丹麦军队，也是他即位来遇到的最强大的军队。这只丹麦军队在整个英格兰到处烧杀抢掠直到1012年4月埃塞尔雷德支付了48,000英镑的丹麦金才告一段落。

### 1013年的入侵
斯文于1013年再次组织了对英格兰的入侵，与以往不同的是这一次斯文的目的是占领整个英格兰并称王，在入侵中斯文向世人证明了自己是在同时代所有维京人领袖中最优秀的。在1013年年末的时候，英格兰的抵抗已经全面瓦解，斯文占领了整个国家，迫使埃塞尔雷德流亡到了诺曼底。然而随着斯文于1014年2月3日突然离世，情势迅速变化，原在特伦特支持斯文的丹麦舰队马上向斯文的儿子克努特宣布效忠，而英格兰的贵族们则派出代表与埃塞尔雷德商讨恢复王位的事宜。条件是国王需忠于他的臣子，对于贵族们不喜欢的事情都要进行改革，以及原谅他们在前朝说过的或做过的任何反对他的事情。这份协议中的内容在早期英格兰历史上有非常重要的宪政意义，因为这是有记录的第一个国王与臣民之间的协议，并且也被广泛的认为其内容实际上表明了当时英格兰的贵族们由于对于埃塞尔雷德的不信任，他们其实已经臣服于斯文了。 根据《盎格鲁-撒克逊编年史》记载:
他们（埃塞尔雷德的朝臣们）说，如果他（埃塞尔雷德）比起以前更加公正的对待他们，那么埃塞尔雷德将会比任何其他国王（对他们来说）都珍贵。于是国王派出了他的儿子爱德华陪同信使一同回去，吩咐他们向所有人表示致意，并且说他要做一位亲善的国王，对所有他们（贵族们）不喜欢的事情都进行改革，所有说过的或者做过的反对他的事情全部赦免，条件是所有贵族都必须向他效忠不能背叛。于是双方用誓言建立了友情，并宣称所有的丹麦国王都必须从英格兰永远驱逐。
埃塞尔雷德于是对克努特和他的盟友们发动了远征。当时只有林赛王国（现在肯特郡的北部）的人支持克努特。埃塞尔雷德首先在一位挪威国王奥拉夫二世的支持下重新占领伦敦。根据冰岛历史学家斯诺里·斯蒂德吕松描述，奥拉夫带领舰队成功攻占了伦敦桥，然后帮助埃塞尔雷德占领了整个伦敦和英格兰的其他地区。1014年4月，克努特遗弃了他在林赛王国的盟友，听任埃塞尔雷德蹂躏报复而不顾，带领军队离开了英格兰。1016年，当奥拉夫把注意力转移到对欧洲大陆西部的劫掠，而离开了英格兰后， 克努特则于同一年回到英格兰，立即发现英格兰的局势已经陷入了一片混乱。 埃塞尔雷德的儿子，愛德蒙已经与他的父亲兵戈相见，并且在丹麦区自立为王。而一开始支持克努特而被其遗弃，后由于支持克努特而被埃塞尔雷德报复的林赛王国准备随时起义帮助愛德蒙对抗克努特和埃塞尔雷德。

## 去世
在接下来的几个月里克努特征服了大部分英格兰，愛德蒙则重新加入父亲的阵营防守伦敦，埃塞尔雷德于1016年4月23日去世。1016年10月18日，克努特以一场决定性的胜利，阿兴顿之战，结束了与愛德蒙之间的战争。虽然愛德蒙战败，但在他与克努特之间的战争中表现出的骑士精神响彻英伦，以至于克努特同意将英格兰一分为二，艾德蒙成为威塞克斯国王，克努特则获得了除泰晤士以外的其他英格兰地区。然而，愛德蒙于当年11月30日去世，克努特则占领了整个英格兰，加冕为英格兰国王。
埃塞尔雷德葬于伦敦的圣保罗座堂，整个坟墓在1087年伦敦大火中被毁。 现今，只有在地下室里的一座现代墓碑记载了这座重要坟墓的损失。

## 立法

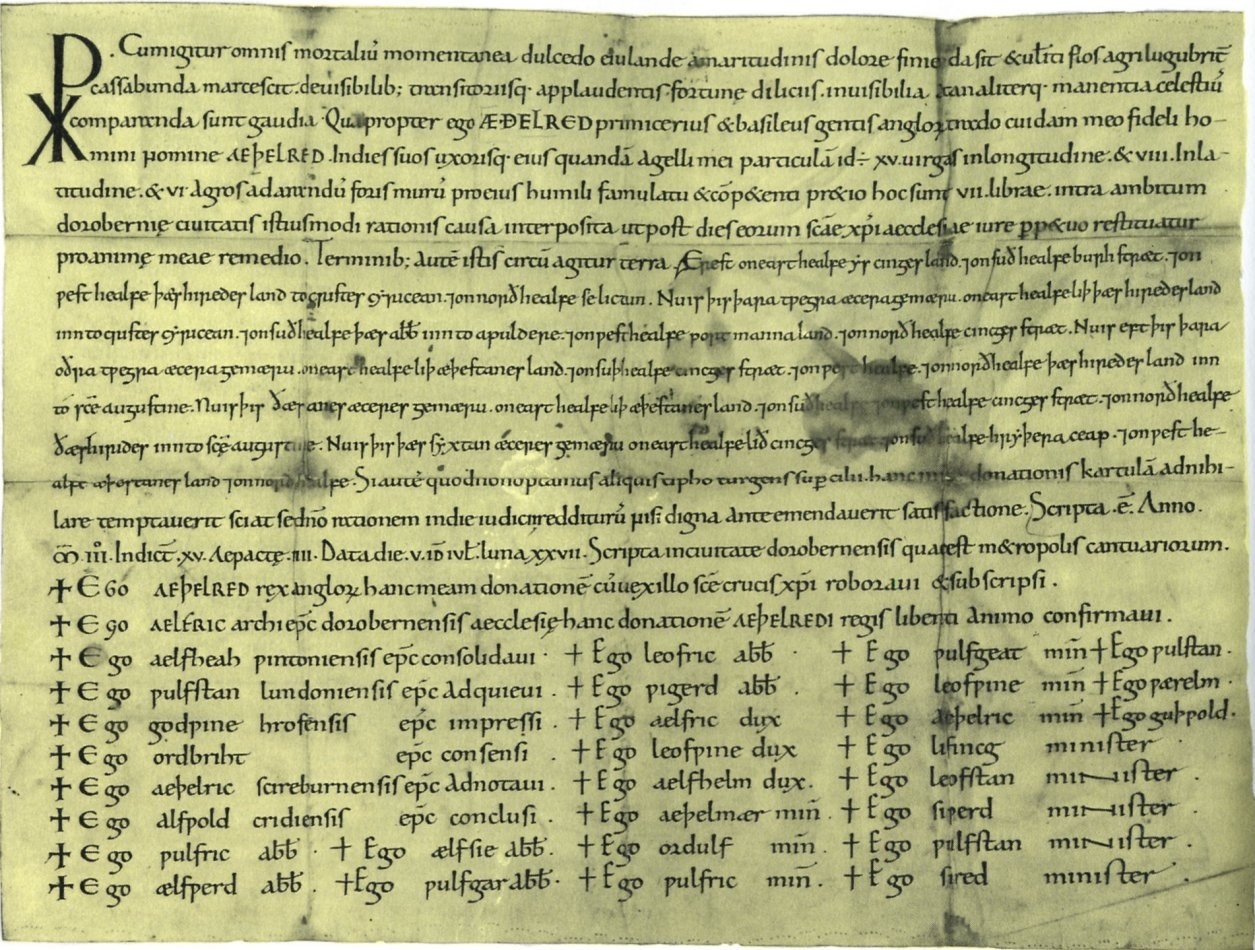
A charter of Æthelred's in 1003 to his follower, Æthelred. British Library, London.

埃塞尔雷德治下制定并且“无情的执行”了相当广泛的法典， 据记载至少有六部法典存留至今，涵盖的范围相当广泛。 值得注意的是，御前会议的成员之一，约克大主教武福斯坦，一个著名的布道者，起草了最后三部法典。 这些法典主要涉及了众多教会事宜，并且充分展现了武福斯坦高超的修辞风格。武福斯坦在克努特即位后继续为其起草法典，并且重用了相当一部分埃塞尔雷德时期的内容。
尽管埃塞尔雷德在面对丹麦人的战争中以失败而告终，但他的统治并非没有任何在制度方面的重要成就。由于他利用立法对铸币政策的多次改革，当时钱币铸造品質非常高，也充分证明了其治下经济状况相当良好。

## 身后
后世对于埃塞尔雷德的评价多为负面。有数不清的关于他的各种缺点的传闻和轶事广泛流传，大多数都从负面的角度阐述了他的品行和失败。有一闻轶事是由马姆斯伯里的威廉(公元1080年至1143年在世)给出的，他说埃塞尔雷德在年幼的时候在领洗池中排便，以至于圣登斯坦预言英格兰的君主制将会在他在位期间被推翻。然而这个故事几乎肯定是虚构的，因为有一个是关于拜占庭帝国皇帝君士坦丁五世几乎一模一样的故事，后者是另一位中世纪的君主，他的统治同样非常不受欢迎。